# Невіо Піццолітто
Невіо Піццолітто (англ. Nevio Pizzolitto, нар. 26 серпня 1976, Монреаль) — канадський футболіст, що грав на позиції захисника. Найбільш відомий за виступами за клуб «Монреаль Імпакт», а також національну збірну Канади. Чемпіон Канади.

## Клубна кар'єра
У професійному футболі Невіо Піццолітто дебютував 1995 року виступами за команду «Монреаль Імпакт», в якій грав до 1997 року, взявши участь у 35 матчах чемпіонату. У 1997 році футболіст грав у складі італійського клубу «Імперія».
У 1998 році Піццолітто повернувся до клубу «Монреаль Імпакт», а в 1999 році грав у складі американського клубу «Річмонд Кікерз». У 2000 році футболіст знову став гравцем клубу «Монреаль Імпакт», за який грав цього разу до 2011 року, та в 2004 та 2009 роках вигравав із монреальською командою регулярний чемпіонат USL, а в 2008 році став у складі команди чемпіоном Канади. У 2011 році Піццолітто завершив виступи на футбольних полях.

## Виступи за збірну
У 1999 році Невіо Піццолітто дебютував у складі національної збірної Канади. У складі збірної був учасником розіграшу Золотого кубка КОНКАКАФ 2003 року. Загалом протягом кар'єри в національній команді, в якій грав до 2011 році, провів у її складі 7 матчів, у яких забитими голами не відзначився.

## Титули і досягнення
- Чемпіон Канади (1):

«Монреаль Імпакт»: 2008